# Lady S. (Comic)
Lady S. ist eine seit 2004 erscheinende frankobelgische Comicserie von Jean van Hamme und Philippe Aymond rund um Lady S., eine Spionin mit mysteriöser Vergangenheit. Seit Band 10 wird die Serie von Aymond allein weitergeführt.

## Inhalt
Zu Beginn der Serie steht vor allem die Frage nach der Identität von Lady S. alias Shania Rivkas / Suzan McKenzie im Vordergrund. In den weiteren Bänden wird sie durch ihre Vergangenheit als Diebin und Spionin immer wieder in Abenteuer verwickelt und arbeitet für verschiedene Geheimdienste.
Jeder Band stellt für sich eine abgeschlossene Erzählung dar. Allerdings wird vorausgesetzt, dass Charaktere aus den vergangenen Bänden bekannt sind.

## Entstehung
In der Comic-Welt von van Hamme sind weibliche Hauptfiguren eher selten. Zeichner Philippe Aymond schildert den Prozess der Entstehung von Suzan/Shania wie folgt:

„Suzan/Shania war schon eine Herausforderung. Man sieht sie im Alter von zwölf, vierzehn, sechzehn und fünfundzwanzig Jahren, und ich musste einen Anhaltspunkt haben. Ich hatte keine bestimmte Figur vor Augen. Ich habe sie komplett um ihr Muttermal herum konstruiert. Doch der physische Aspekt ist nicht alles. Solange er nicht auf den Seiten ist oder sich im Szenario fort entwickelt, existiert ein Charakter nicht. Ich denke, für einen männlichen Zeichner besteht die Schwierigkeit, eine Heldin zum Leben zu erwecken, darin, dass er gegen das unbewusste, instinktive Zeichnen und seinen männlichen Teil kämpfen muss. Ich bin gegenüber Suzans Haltung immer auf der Hut, um zu vermeiden, dass sie zu einem Kerl mit Perücke und hohen Absätzen wird.“

## Veröffentlichungen
Im französischsprachigen Original erscheinen die Alben seit 2004 im Verlag Dupuis. Auf Englisch erschienen die ersten sieben Bände bei Cinebook.
2009 wurde in Deutschland der erste Band im Comicmagazin ZACK und später auch als Album veröffentlicht (2010). Die Bände 2 bis 11 erschienen zwischen 2010 und 2016 direkt als Album im Mosaik Steinchen für Steinchen Verlag als ZACK Edition.
Seit 2019 erscheint eine Gesamtausgabe im All Verlag, in der die bereits auf Deutsch veröffentlichten Bände in Sammelbänden publiziert werden. Die bis dato in Deutschland unveröffentlichten Bände wurden ebenfalls integriert. Ab Band 12 handelt es sich um die deutsche Erstveröffentlichung.
| Nr. | deutscher Titel                   | Magazinabdruck in ZACK              | Originaltitel                                 | ISBN (der dt. Ausgabe) |
| --- | --------------------------------- | ----------------------------------- | --------------------------------------------- | ---------------------- |
| 1   | Nasdrowje, Shaniuschka! (2010)    | #118 – #121 (Apr 2009 bis Jul 2010) | Na zdorovié, Shaniouchka! (2004)              | ISBN 978-3-941815-39-1 |
| 2   | Auf dein Wohl, Suzie! (2010)      |                                     | À ta santé, Suzie! (2005)                     | ISBN 978-3-941815-43-8 |
| 3   | 59° nördliche Breite (2010)       |                                     | 59° latitude nord (2006)                      | ISBN 978-3-941815-46-9 |
| 4   | Falsches Spiel (2010)             |                                     | Jeu de dupes (2007)                           | ISBN 978-3-941815-55-1 |
| 5   | Ein Verräter in Washington (2011) |                                     | Une taupe à Washington (2008)                 | ISBN 978-3-941815-60-5 |
| 6   | Portugiesischer Salat (2011)      |                                     | Salade portugaise (2009)                      | ISBN 978-3-941815-71-1 |
| 7   | Eine Sekunde der Ewigkeit (2011)  |                                     | Une seconde d'éternité (2011)                 | ISBN 978-3-864620-04-1 |
| 8   | Staatsräson (2013)                |                                     | Raison d'État (2012)                          | ISBN 978-3-864620-31-7 |
| 9   | Für das Leben einer Frau (2014)   |                                     | Pour la peau d'une femme (2013)               | ISBN 978-3-864620-34-8 |
| 10  | DNA (2015)                        |                                     | ADN (2014)                                    | ISBN 978-3-864620-68-3 |
| 11  | Der Bruch (2016)                  |                                     | La Faille (2015)                              | ISBN 978-3-864620-69-0 |
| 12  | Kräfteverhältnis (2021)           |                                     | Rapport de forces (2016)                      | ISBN 978-3-96804-072-1 |
| 13  | Kriegsverbrechen (2021)           |                                     | Crimes de guerre (2017)                       | ISBN 978-3-96804-072-1 |
| 14  |                                   |                                     | Code Vampiir (2019)                           |                        |
| 15  |                                   |                                     | Dans la gueule du tigre (2021)                |                        |
| 16  |                                   |                                     | Missions suicides (2023)                      |                        |
| 17  |                                   |                                     | Au nom du père, du fils et du Samarium (2024) | ISBN 979-10-34769-84-1 |